# Svetlana Kračevska
Svetlana Ivanovna »Esfir« Dolženko-Kračevska (rusko Светлана Ивановна »Эсфирь« Долженко-Крачевская), ukrajinska atletinja, * 23. november 1944, Široke, Sovjetska zveza.
Nastopila je na poletnih olimpijskih igrah v letih 1972, 1976 in 1980, ko osvojila naslov olimpijske podprvakinje v suvanju krogle, leta 1972 četrto, leta 1976 pa deveto mesto. Na evropskih dvoranskih prvenstvih je prav tako osvojila srebrno medaljo leta 1976. 